# Compagnie du Sud

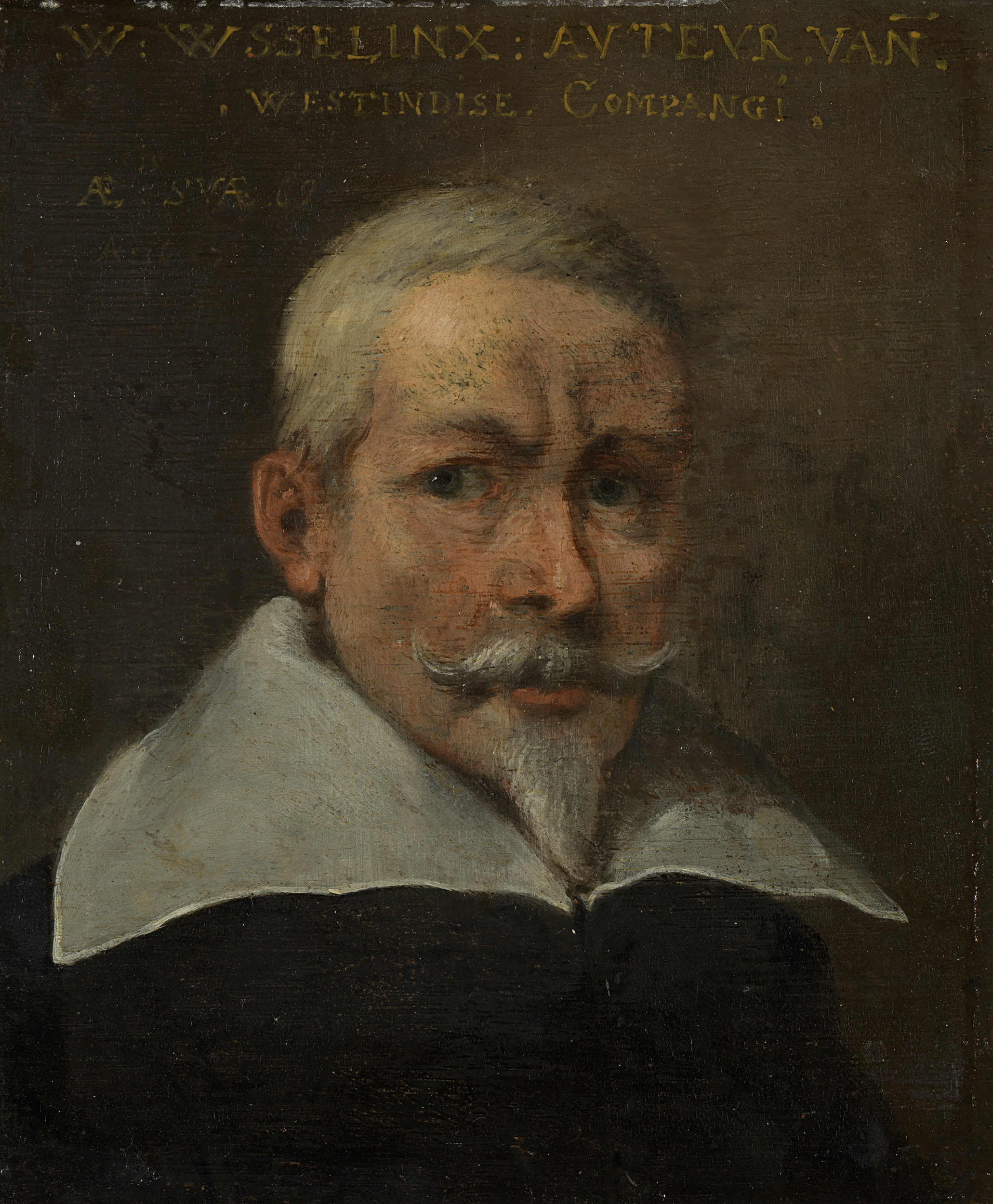
Willem Usselincx a été à l'origine de la Compagnie du Sud.

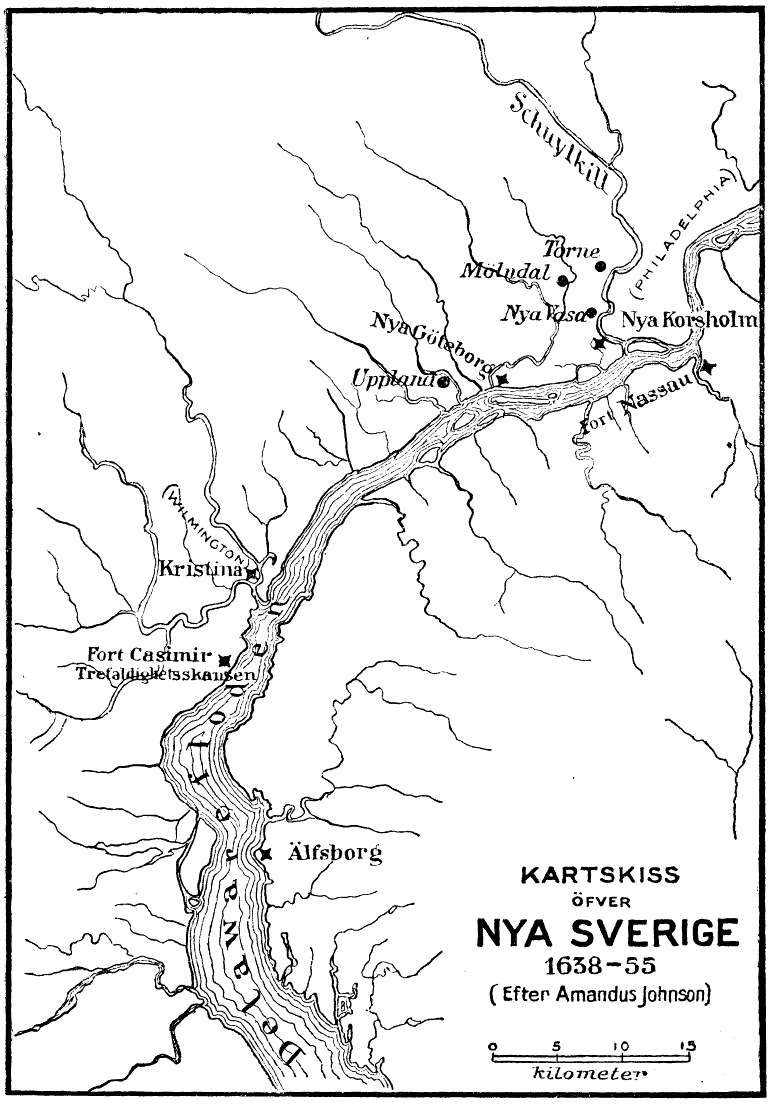
La Compagnie du Sud commerçait entre la Nouvelle-Suède (sur la carte) et la Suède.

La Compagnie du Sud, aussi connue sous le nom de Compagnie de la Nouvelle-Suède (en suédois, Söderkompaniet, Nya Sverige-kompaniet, voire Söderländska kompaniet et Södersjökompaniet), était une compagnie à charte suédoise fondée en 1626, qui commerçait entre la Suède et sa colonie de Nouvelle-Suède, en Amérique du Nord. Créée à l'initiative de Willem Usselincx, elle était le premier projet suédois de commerce transocéanique.
Faute d'être rentable, elle perd en 1649 son monopole royal sur le commerce du tabac, obtenu en 1641. L'annexion de la Nouvelle-Suède par la Nouvelle-Néerlande en 1655 met fin à la raison d'être de la compagnie, et elle est finalement dissoute en 1680.

## Histoire
La Compagnie du Sud est fondée le 14 juin 1626 à l'initiative de Willem Usselincx, au moyen d'une charte octroyée par Gustave II Adolphe de Suède. Cette dernière donne à la compagnie d'importantes ressources et de grands pouvoirs, aux limites floues.